# Saint-Marcellin-lès-Vaison
Saint-Marcellin-lès-Vaison là một xã trong tỉnh Vaucluse thuộc vùng Provence-Alpes-Côte d’Azur ở đông nam nước Pháp. Xã này nằm ở khu vực có độ cao trung bình 287 mét trên mực nước biển.